# Questionnaire
Un questionnaire est une série de questions méthodiquement posées afin de définir un cas, une situation, une demande parmi un grand nombre de possibilités.
Un questionnaire peut être l'objet d'un formulaire, ou d'un jeu de menus informatiques. On peut le considérer comme modèle d'un parcours administratif.
Les questionnaires sont aussi des outils de recherche pour les sciences humaines et sociales, en particulier la psychologie, la sociologie, le marketing et la géographie.

## Aspect opérationnel
Quand un questionnaire doit être utilisé intensément, on le réorganise pour minimiser
- le nombre total de questions (taille du formulaire) ;
- le nombre moyen de questions par cas (durée du parcours).

On s'oriente généralement vers des questionnaires arborescents, ou arbres de décision, commençant par les questions les plus discriminantes.

## Élaboration
1. Détermination du problème de l'étude et du sujet traité
2. Construction de la banque d'item
3. Construction de l'échelle de réponses
4. Évaluation du bassin initial d'items
5. Élaboration du mode de présentation du questionnaire
6. Création d'un échantillon pour tester la version pilote de l'instrument
7. Analyse d'item

## Traduction
1. Retraduction par 2 personnes bilingues
2. Détermination de la clarté des consignes et des items traduits
3. Ébauche scrutée par un groupe d'experts
4. Les 2 versions sont administrées à un échantillon d'individus bilingues.

## Enjeux
Les questionnaires sont des outils d'évaluation proches des tests. Alors que ces derniers visent à mettre en évidence des aptitudes, les questionnaires s'étendent à une utilisation plus générale qui comprend notamment l'évaluation des attitudes. Voire à cet effet la rubrique test (psychologie) Les questionnaires n'échappent pas à ce problème. Mais la taille des erreurs de mesure varie en fonction de la formulation exacte des questions, des échelles de réponse proposées, du mode de collecte des données, etc. Par conséquent, il existe une ample littérature sur la manière de formuler les questions pour minimiser ces erreurs de mesure, ou dit autrement, pour maximiser leur qualité,,. 
Même si en amont la formulation des questions est traitée avec soin, des erreurs de mesure aléatoires sont toujours possible. Pour cette raison, il est aussi important de toujours corriger pour les erreurs de mesure quand l'on travaille avec des données de questionnaire. Pour une explication de comment procéder, on peut consulter un module disponible en ligne sur le site de l'Enquête sociale européenne 

## Types de question
La typologie des questions de questionnaire est étudiée suivant différents points de vue, principalement la formulation de la question, le format de la réponse, le nombre de choix possibles. Les types de questions les plus communs étant: 
| Nom                                                           | Caractéristique      | définition | Réponse type |
| ------------------------------------------------------------- | -------------------- | --- | --- |
| Question filtre (en:filter question)                          | orientation          | question introductive vérifiant le profil du répondant et son appartenance à la population cible, c’est-à-dire, un profil pertinent pour l’expérience en cours.     | âge, sexe, classe sociale, CSP, expérience du domaine, etc.                                                                   |
| Question conditionnelle                                       | orientation          | question conditionnée par la réponse précédente | |
| Question fermée (en: fixed alternative question)              | fermée> choix        | question à la/aux réponse(s) limité(s) à une liste de propositions                                                                                                  | A, B, C ... ou X ; A, B, C ... et/ou X.                                                                                       |
| Question dichotomique (en: dichotimic question)               | fermée> choix        | question fermée à laquelle le répondant peut répondre par l'une de deux possibilités                                                                                | A ou B, Oui ou Non, etc |
| Questions à choix multiples (abbr: QCM ; en: MCQ check boxes) | fermée               | question fermée avec plusieurs choix à sélectionner parmi plusieurs réponses proposées.                                                                             | A, B, C parmi A, B, C, ..., X.                                                                                                |
| Question à choix unique (abbr: QCM-U ; en: MCQ unique answer) | fermée               | question fermée avec un choix à sélectionner parmi plusieurs réponses proposées.                                                                                    | A, B, C ... ou X. |
| Échelle d'évaluation (en:Likert scale)                        | fermée> graduée      | | de 1 à 5, de 1 à 7, de très satisfait à très déçu, etc.                                                                       |
| Grille d'évaluation (en:Likert scale)                         | fermée> graduée      | succession de questions basées sur la même échelle d'évaluation (Likert)                                                                                            | de 1 à 5, de 1 à 7, de très satisfait à très déçu, etc.                                                                       |
| Question ouverte (en: open-ended response questions)          | ouverte              | question laissant au répondant la liberté de choisir ses propres mots. Peut poser des problèmes de codification et d'interprétation a posteriori.                   | (Un champ de texte ou un temps de parole où le répondant s'exprime librement, jusqu'à ce qu'il décide lui-même de s'arrêter.) |
| Question courte (en: short open-ended box)                    | ouverte              | question dont l'espace de réponse est volontairement réduit pour en limiter la longueur.                                                                            | Un ou quelques mots formant une proposition simple.                                                                           |
| Question longue (en: long open-ended box)                     | ouverte              | question dont l'espace de réponse est suffisant pour laisser le répondant libre.                                                                                    | Longue réponse textuelle rédigée.                                                                                             |
| Question directe                                              | formulation          | question formulée de manière à impliquer directement le répondant, afin qu'il se sente concerné par la réponse. "Lors de votre utilisation de … , [question ici] ?" | "Oui, j' aime cette fonctionnalité / Non, je n'aime pas cette fonctionnalité"                                                 |
| Question indirecte                                            | formulation          | question formulée de manière à ne pas impliquer directement le répondant, afin qu'il se sente libre de répondre par lui-même                                        | |
| Question guidée (en: leading question)                        | formulation> biaisée | question formulée de manière à suggérer une réponse. Ex: "Aimez-vous votre gentille mère ?"                                                                         | — (possiblement erronée, puisque guidée)                                                                                      |
| Question à double réponse (en: double-barreled question)      | formulation> biaisée | question contenant deux questions dans un même énoncé | — (probablement problématique à analyser)                                                                                     |
| Question piège                                                | rôle                 | question dont la réponse sera absurde si donnée de manière mécanique, permet de mesurer le niveau d'attention du répondant.                                         | |
| Question en or                                                | rôle                 | question pouvant fournir des renseignements importants sur le phénomène étudié.                                                                                     | |

## Domaines d'application en sciences humaines
- Orientation scolaire et professionnelle : Dans le domaine de l'orientation scolaire et professionnelle, on utilise très souvent des questionnaires d'attitude afin d'évaluer les intérêts, la personnalité et les valeurs d'une personne, soit en la référant à une population (interpersonnel) par un processus de standardisation des scores soit, si la méthode le permet, en comparant ses scores à ses propres critères (intrapersonnel).
- Psychologie : Voir la classification des tests
- Sciences sociales: Les questionnaires sont très largement utilisés en sociologie (69,7 % des articles publiés en 1994-95 utilisaient des données d'une enquête par questionnaire, d'après Saris et Gallhofer, 2007[23] ), en science politique (41,9 % selon la même source) et en opinion publique (90,3 %).
- Enquêtes :
- Politique : Stemwijzer.
- Géographie : Albert Demangeon utilisa des questionnaires comme outil de recherche dès 1909